# Władysława Ordon-Sosnowska
Władysława Ordon-Sosnowska, née Rybicki Ordon, 1er voto Sosnowska, 2e voto Feistowa, est une actrice de théâtre polonaise née le 2 septembre 1879 à Rębieskie et morte le 18 juillet 1933 à Varsovie.

## Biographie

### Enfance et études
Son père est le propriétaire de terres Jan Nepomucen Rybicki et sa mère Władysława, née Kiedrzynska.

### Carrière
Le 27 mai 1897, elle fait ses débuts sur scène (sans compter ses précédentes apparitions en amateur) à Sosnowiec, dans la troupe de Czesław Teofil Janowski (pl), dans le rôle de Julia dans la pièce Kwiat z Tlemcenu d'Ernest Legouve et Prosper Mérimée.
Elle se produit à Sosnowiec jusqu'en septembre 1897 et, en 1898-1899, joue au théâtre de Łódź (y compris des apparitions en tant qu'invitée à Saint-Pétersbourg en mars 1898 et au théâtre Bagatela de Varsovie au cours des étés 1898 et 1899). Pendant la saison 1899-1900, elle joue au théâtre Maria Zankovetska et, de 1900 à 1909, au théâtre municipal de Kraków, avec une pause pour revenir à Lviv pendant la saison 1906-1907. En 1900 et 1901, elle se produit également au théâtre populaire de Kraków et, en avril 1909, en tant qu'artiste invitée à Łódź.
De l'automne 1909 jusqu'à sa retraite à la mi-1927, elle est membre de l'ensemble des théâtres gouvernementaux de Varsovie, d'abord au Théâtre des Variétés, puis au Théâtre national. Au cours de cette période, elle se produit en tant qu'actrice invitée à Kiev, Vilnius, Lódź et Lviv, entre autres. Dans sa jeunesse, elle joue surtout des rôles lyriques et de jeunes amantes.
Elle réalise de nombreuses créations de valeur dans des drames polonais contemporains, suscitant l'admiration de Tadeusz Rittner et de Stanisław Wyspiański, qui peint un portrait la représentant dans le rôle de Krasawica dans Bolesław Śmiały.

### Mort
Elle meurt le 18 juillet 1933 à la suite d'une cure d'amaigrissement infructueuse. Elle est enterrée au cimetière de Powązki de Varsovie (section 173, rangée 4, tombe 1/2/3).

## Vie privée
Le 24 juin 1905, à Vienne, elle épouse l'acteur Józef Konstanty Sosnowski (pl).